# Pierre-François Haumont
Pour les articles homonymes, voir Haumont.
Pierre-François Amand Haumont né le 29 novembre 1772 au Havre où il est mort le 2 mai 1866 est un sculpteur français.

## Biographie
Élève de Michel Lainé, Pierre-François Haumont remplace les statues des saints de l'église Notre-Dame du Havre brisées pendant la Révolution. On lui doit également de très nombreuses figures de proue pour les navires construits dans les chantiers navals de sa ville natale. 
Pierre-François Haumont avait deux fils qui reprirent son activité.

## Œuvres dans les collections publiques
- Le Havre, cathédrale Notre-Dame : Saint Barthélémy, statue en pierre.